# Leptoctenus agalenoides
Leptoctenus agalenoides là một loài nhện trong họ Ctenidae.
Loài này thuộc chi Leptoctenus. Leptoctenus agalenoides được Ludwig Carl Christian Koch miêu tả năm 1878.